# جیپسی روز لی

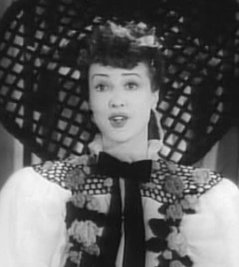

جیپسی روز لی (انگلیسی: Gypsy Rose Lee؛ ۹ فوریهٔ ۱۹۱۱ – ۲۶ آوریل ۱۹۷۰) یک هنرپیشه، رقاص بورلسک ، نمایش‌نامه نویس و نویسنده اهل ایالات متحده آمریکا بود. وی بین سال‌های ۱۹۲۸ تا ۱۹۶۹ میلادی فعالیت می‌کرد.

## بخشی از فیلمشناسی
از فیلم‌ها یا برنامه‌های تلویزیونی که وی در آن نقش داشته‌است می‌توان به آثار زیر اشاره کرد.
- بتمن (۱۹۶۶)